# Kourtir
Der archäologische Fundort Kourtir (griechisch Κουρτήρ (n. sg.)) auf der ostägäischen Insel Lesbos ist ein bronzezeitlicher Siedlungsplatz, der bereits in hethitischen Texten des 13. Jahrhunderts. v. Chr. als Lazba und in den homerischen Epen erwähnt wurde.

## Lage
Kourtir ist einer von drei bekannten bronzezeitlichen Siedlungsplätzen an der Südostküste des Golfs von Kalloni und der größte auf der Insel Lesbos. Der Fundort liegt etwa 3 km nördlich von Lisvori geschützt auf einem kleinen Vorgebirge. Die befestigte Siedlung verfügte über einen Hafen, Teile der Hafenanlage sind noch heute sichtbar, die Siedlung jedoch teilweise vom Meer erodiert.

## Forschung
Der Fundort von Kourtir konnte aufgrund archäologischer Oberflächenbegehungen und kleinerer Ausgrabungen lokalisiert werden. Die Siedlungsgröße von etwa vier bis fünf Hektar, die natürlich geschützte Lage und der ausgebaute Hafen lassen Kourtir als spätbronzezeitliches Zentrum der Insel vermuten. Nach bisherigen Erkenntnissen besteht im Gegensatz zu dem im Inselosten gelegenen Fundort Thermi über die gesamte Bronzezeit Siedlungskontinuität. Zu Beginn der Dunklen Jahrhunderte wurde Kourtir aufgelassen. In griechischer Zeit bestand keine Nachfolgesiedlung, es gab jedoch einige kleinere Siedlungsplätze in der näheren Umgebung.